# Anatolij Waroczkin
Anatolij Waroczkin (ros. Анатолий Геннадьевич Варочкин, ur. 22 kwietnia 1967 w Bałakławie) – oficer rosyjskiej Marynarki Wojennej, komandor.
Pełnił służbę jako dowódca okrętu podwodnego "Ałrosa", od 2013 był dowódcą dywizjonu okrętów podwodnych Brygady Ochrony Rejonu Wodnego Floty Czarnomorskiej. Brał udział (według niektórych źródeł dowodził akcją) w przejęciu przez Flotę Czarnomorską jedynego okrętu podwodnego ukraińskiej Marynarki Wojennej "Zaporіżżia". Od 2017 zastępca szefa sztabu Floty Czarnomorskiej. 
Mieszka w Sewastopolu na Krymie. Przez władze Ukrainy oskarżany jest o przestępstwo wojenne - współudział w rakietowym ostrzale m. Winnica, w wyniku którego zginęło ponad 20 osób cywilnych.